# Кампина-да-Лагоа
Кампина-да-Лагоа (порт. Campina da Lagoa)  —  город и муниципалитет в Бразилии, входит в штат Парана. Составная часть мезорегиона Западно-центральная часть штата Парана. Входит в экономико-статистический  микрорегион Гойоэре. Население составляет 14 440 человек на 2006 год. Занимает площадь 808,824 км². Плотность населения — 17,9 чел./км².

## История
Город основан 25 июля 1960 года.

## Статистика
- Валовой внутренний продукт на 2003 год составляет 142 947 169,00 реалов (данные: Бразильский институт географии и статистики).
- Валовой внутренний продукт на душу населения на 2003 год составляет 9150,38 реалов (данные: Бразильский институт географии и статистики).
- Индекс развития человеческого потенциала на 2000 год составляет 0,710 (данные: Программа развития ООН).